# 816 TCN
816 TCN là một năm trong lịch La Mã.